# ジャック・ビクトリー
ジャック・ビクトリー（Jack Victory、本名：Kenneth "Ken" Rinehurst、1964年7月3日 - ）は、アメリカ合衆国のプロレスラー。ニュージャージー州アトランティックシティ出身。

## 来歴

### キャリア初期
1984年、ビル・ワットがミッドサウス地区で主宰していたUWFにてジャック・ビクトリー（Jack Victory）のリングネームでデビュー。以降、UWFおよびフリッツ・フォン・エリックが主宰するテキサス州ダラスのWCCWの2団体を主戦場に活動。
リック・フレアーの影響下にある金髪ヒールとして、1986年より同タイプの "ハリウッド" ジョン・テータムとタッグを組み、ザ・ファンタスティックス（ボビー・フルトン&トミー・ロジャース）と抗争を展開した。UWFでは女性マネージャーのミッシー・ハイアットを従え、後にハイアットと結婚する "ホット・スタッフ" エディ・ギルバートがマネージメントしていた若手ヒール時代のスティングやリック・スタイナーとも共闘し、H&Hインターナショナル（Hot Stuff & Hyatt International）なるユニットのメンバーとしても活動した。

### WCW
1988年7月、UWFを買収した当時のNWAの基幹団体MACWに参戦し、ポール・ジョーンズをマネージャーに迎えて覆面レスラーのロシアン・アサシン2号（Russian Assassin #2）に変身。1号のデビッド・シェルダンとロシアン・アサシンズ（The Russian Assassins）なるタッグチームを結成し、当時ベビーフェイスのポジションにいたザ・ラシアンズ（イワン・コロフ&ニキタ・コロフ）と偽ロシア対決を繰り広げた。
同年11月よりMACWを買収したWCWにも継続参戦。オリジナル・ミッドナイト・エクスプレスのランディ・ローズとのタッグを経て、1989年6月、リングネームをジャッコ・ビクトリー（Jacko Victory）へと変更し、ニュージーランド出身のリップ・モーガンとニュージーランド特殊部隊ギミックのニュージーランド・ミリティア（The New Zealand Militia）を結成。ダイナミック・デューズ（シェーン・ダグラス&ジョニー・エース）と抗争を展開した。1990年からはチーム名をロイヤル・ファミリー（The Royal Family）に変更させ、12月16日開催のスターケードで行われたインターナショナル・タッグチーム・トーナメントにニュージーランド代表チームとして出場したが、1回戦でマサ斎藤とグレート・ムタの日本代表チームに敗退。以降は出場機会が減少し、1991年6月にWCWを離れた。
1992年1月と7月、メキシコのCMLLにタイタン（Titan）のリングネームで参戦。MS1、ラ・フィエラ、ネグロ・カサスらと組み、レーザートロン、ブラック・マジック、ラブ・マシーンなどと対戦した。

### ECW
一時期プロレスの活動から離れていたが、1998年5月よりECWに参戦してトミー・ドリーマーと抗争を展開。9月にはジャスティン・クレディブル、ワンマン・ギャング、サル・E・グラツィアーノを仲間に引き込んで、ドリーマー&ジョン・クローナス&ニュー・ジャック&スパイク・ダッドリーを相手に反則裁定なしのエニシング・ゴーズマッチを連日行った。11月1日のPPV "November to Remember 1998" ではクレディブルと組んで、ドリーマーが助っ人に呼んだジェイク・ロバーツとスペシャル・タッグマッチを行うが、試合中に脚を負傷して敗退。そのまま戦線を離脱することになった。
負傷中は車椅子に乗ってヒールのマネージャーとなって活動。1999年にサイラス・ザ・ヴァイラス率いるザ・ネットワーク（The Network）の一員となり、8月より復帰した際にはスティーブ・コリノとのタッグでレイヴェン&ドリーマーと長期抗争を展開。2001年1月13日に開催されたECW最後のイベントではCWアンダーソンから勝利を収めた。

### インディー団体
ECW崩壊後、2001年5月よりコリノが主宰するペンシルベニア州のインディー団体PWF（Premier Wrestling Federation）に参戦し、2002年にPWFエクストリーム王座を保持するニュー・ジャックと抗争を展開。2003年3月にはコリノ、アンダーソン、サモア・ジョー、マイケル・シェーンとザ・グループ（The Group）なるユニットを結成してROHに参戦。同年12月にはブルー・ミーニーとジャスミン・セントクレアがペンシルベニア州で主宰する3PW（Pro Pain Pro Wrestling）に出場した。
2004年2月、コリノが新たに旗揚げしたWORLD-1に参戦。3月に初来日を果たし、WORLD-1と提携していたZERO-ONEに参戦。記者会見にてWORLD-1の会長に就任したことを自分から強引に宣言。同月5日に田中将斗とのWORLD-1ヘビー級王座戦を行うことを一方的に決めたが、ローリング・エルボーを喰らい5分56秒で敗退。翌6日には、コリノとECW時代以来となるタッグを組んで横井宏考&佐藤耕平と対戦した。
2006年よりセミリタイア状態となるも、2011年よりロシアン・アサシン2号としてNWA加盟団体のNWAトップ・オブ・テキサスにスポット参戦している。

## 得意技
- パイルドライバー
- ビクトリー・プレックス（ブリッジング・クレイドル・スープレックス）

## 獲得タイトル
ユニバーサル・レスリング・フェデレーション
- UWF世界タッグ王座 : 1回（w / ジョン・テータム）[13]

ワールド・クラス・チャンピオンシップ・レスリング
- WCCW TV王座 : 1回[14]

他、アメリカのインディー団体を中心にタイトルを獲得。

## 入場曲
- Whiskey Bent And Hell Bound
- The Old School Style